# Terence Cameron Medwin
Terence Cameron Medwin (anglès: Terry Medwin)  (Swansea, 25 de setembre de 1932 - Swansea, 1 de maig de 2024) va ser un futbolista gal·lès.

## Biografia
S'inicià al Swansea Town, d'on fou traspassat al Tottenham Hotspur FC per £25.000 el mes de maig de 1956. En aquest club jugà fins al 1963, quan un trencament de la seva cama forçà la seva retirada prematura. En aquest període marcà 72 gols en 215 partits, en totes les competicions, i guanyà el doblet (lliga i copa) el 1961 i la FA Cup el 1962.
Fou internacional amb Gal·les al Mundial de 1958, on marcà un gol. En total jugà 30 cops amb la selecció entre 1953 i 1963, marcant 6 gols. Un cop retirat fou entrenador del Cheshunt i del Fulham FC i entrenador assistent de John Toshack al Swansea.